# Adriano Panatta
Adriano Panatta, född 9 juli 1950 i Rom i Italien, är en italiensk högerhänt före detta professionell tennisspelare.
Panattas far var banskötare i en prestigefull tennisklubb i Rom. Adriano Panatta lärde sig därför tidigt spela tennis på klubbens grusbanor och han blev en av Europas främsta juniorspelare innan han övergick till den professionella karriären. Han är en av tidernas bästa spelare på grusunderlag och vid sidan av Nicola Pietrangeli en av de allra främsta italienska tennisspelarna genom tiderna.
Panatta är den enda spelaren som har besegrat Björn Borg i Franska Roland Garros. Han uppnådde denna bedrift två gånger - i den fjärde rundan 1973 (7–6, 2–6, 7–5, 7–6), och i kvartsfinalen år 1976 (6–3, 6–3, 2–6, 7–6). Han mötte också Borg på semifinalen etappen av 1975 turneringen, Borg vann den här gången i fyra set.
Trots sin utmärkta teknik och styrka kom Panatta aldrig till sin rätt på snabba underlag och hans bästa resultat på det underlaget var en kvartsfinal i Wimbledonmästerskapen 1979.
Sedan Panatta slutade sin karriär som spelare har han bland annat varit förbundskapten för det italienska Davis Cup-laget och som tävlingschef för Rome Masters (se Italienska öppna).

## Grand Slam-finaler, singel (1)

### Titlar (1)
| År   | Mästerskap    | Finalmotståndare | Resultat           |
| ---- | ------------- | ---------------- | ------------------ |
| 1976 | Franska öppna | Harold Solomon   | 6–1, 6–4, 4–6, 7–6 |

## Översikt meriter
- 1976 rankad som nr 4 i världen
- 1976 seger i Franska öppna
- 1976 seger i Davis Cup med det italienska laget
- Finalspel i Davis Cup 1977, 1979 och 1980.
- Han är den ende spelare som lyckats slå Björn Borg i Franska öppna vilket inträffade två gånger, 1973 och 1976. Första gången, 1973, besegrade han Borg i fjärde omgången (7–6, 2–6, 7–5, 7–6), och 1976 i kvartsfinalen (6–3, 6–3, 2–6, 7–6).[1]